# Giacomo Altoè
Giacomo Altoè (Adria, 5 ottobre 2000) è un pilota automobilistico italiano.

## Carriera

### Gli inizi
Altoè inizia la propria carriera nel 2015 nel karting. Nel 2016 passa alle vetture a ruote scoperte, partecipando al campionato italiano Formula 4 con il team Bhaitech. Conclude la stagione al ventiduesimo posto con 21 punti conquistati.

### Le vetture a ruote coperte
Nel 2017 passa alle serie turismo partecipando alla TCR Middle East Series, dove conquista due terzi posti, concludendo il campionato in quinta posizione. Nel marzo dello stesso anno viene annunciata la sua partecipazione al campionato TCR internazionale con una Volkswagen Golf GTI TCR del team WestCoast Racing. Lascia il team dopo la settima tappa, per passare al team M1RA con una Honda Civic Type R TCR, con la quale disputa la tappa sul circuito di Buriram. Per via di problemi di budget è costretto a saltare le ultime due tappe del campionato. Partecipa inoltre come wild card ad alcune tappe del campionato italiano TCR.
Nel 2018 partecipa nuovamente alla TCR Middle East, alla guida di una Audi RS3 LMS TCR della TCR Academy gestita dal team Pit Lane Competizioni. Viene inoltre scelto dal Team Antonelli Motorsport, insieme a Glauco Solieri, per partecipare al campionato Lamborghini Super Trofeo Middle East.

## Risultati

### Riassunto
| Stagione | Campionato                                  | Squadra                            | Gare | Vittorie | Pole | GPV | Podi | Punti | Pos |
| -------- | ------------------------------------------- | ---------------------------------- | ---- | -------- | ---- | --- | ---- | ----- | --- |
| 2016     | Formula 4 Italiana                          | Bhaitech Engineering               | 21   | 0        | 0    | 0   | 0    | 21    | 22º |
| 2017     | TCR International Series                    | WestCoast Racing M1RA              | 16   | 0        | 0    | 0   | 1    | 63    | 13º |
| 2017     | TCR Middle East Series                      | Top Run Motorsport                 | 3    | 0        | 0    | 0   | 2    | 46    | 5º  |
| 2017     | TCR BeNeLux                                 | Delahaye Racing                    | 12   | 2        | 0    | 0   | 5    | 188   | 9º  |
| 2017     | TCR Italy                                   | V-Action Racing Target Competition | 4    | 1        | 1    | 2   | 2    | 45    | 8º  |
| 2018     | TCR Middle East Series                      | Pit Lane Competizioni              | 5    | 1        | 1    | 0   | 4    | 92    | 2º  |
| 2018     | Lamborghini Super Trofeo Middle East Pro-Am | Antonelli Motorsport               | 6    | 2        | 0    | 2   | 5    | 72    | 3º  |
| 2018     | Lamborghini Super Trofeo Europe - Pro       | Antonelli Motorsport               | 12   | 4        | 1    | 4   | 7    | -     | 1º  |
| 2018     | Lamborghini Super Trofeo World Final - Pro  | Antonelli Motorsport               | 2    | 1        | 1    | 1   | 1    | 18    | 1º  |
| 2018     | Campionato Italiano GT                      | Antonelli Motorsport               | 14   | 3        | 2    | 2   | 8    | 159   | 1º  |
| 2019     | Blancpain GT Series Endurance Cup           | Orange1 FFF Racing Team            | 2    | 0        | 0    | 0   | 0    | 12    | 19º |
| 2019     | International GT Open                       | Emil Frey Racing                   | 14   | 4        | 4    | 2   | 6    | 128   | 1º  |
| 2019     | IMSA SportsCar - GTD                        | Ebimotors                          | 1    | 0        | 0    | 0   | 0    | 14    | 64° |
| 2020     | GT World Challenge Europe Endurance Cup     | Emil Frey Racing                   | 4    | 0        | 0    | 0   | 0    | 8     | 19º |
| 2020     | GT World Challenge Europe Sprint Cup        | Emil Frey Racing                   | 10   | 2        | 1    | 1   | 2    | 60.5  | 5º  |
| 2020     | Campionato Italiano GT- Endurance           | Imperiale Racing                   | 1    | 0        | 0    | 0   | 0    | 6     | 17º |
| 2020     | Campionato Italiano GT - Sprint             | LP Racing                          | 2    | 0        | 0    | 0   | 1    | 18    | 16º |
| 2021     | GT World Challenge Europe Endurance Cup     | Emil Frey Racing                   | 5    | 0        | 0    | 0   | 0    | 16    | 17º |
| 2021     | GT World Challenge America - Pro            | TR3 Racing                         | 2    | 0        | 0    | 1   | 1    | 30    | 7º  |
| 2021     | GT World Challenge America - Pro-Am         | TR3 Racing                         | 8    | 0        | 1    | 2   | 3    | 88    | 10º |
| 2022     | GT World Challenge America - Pro            | K-PAX Racing                       | 2    | 0        | 0    | 0   | 2    | 30    | 8º  |
| 2022     | IMSA SportsCar - GTD                        | TR3 Racing                         | 1    | 0        | 0    | 0   | 0    | 218   | 60º |
| 2023     | GT World Challenge Europe Sprint Cup        | Emil Frey Racing                   | 10   | 0        | 0    | 0   | 1    | 41    | 7º  |

### Campionato italiano Formula 4
(legenda) (Le gare in grassetto indicano la pole position) (Gare in corsivo indicano Gpv)
| Anno | Scuderia             | Vettura       | 1     | 2        | 3       | 4        | 5     | 6       | 7        | 8        | 9        | 10       | 11       | 12       | 13       | 14       | 15       | 16       | 17      | 18       | 19       | 20       | 21      | 22       | 23      | Punti | Pos. |
| ---- | -------------------- | ------------- | ----- | -------- | ------- | -------- | ----- | ------- | -------- | -------- | -------- | -------- | -------- | -------- | -------- | -------- | -------- | -------- | ------- | -------- | -------- | -------- | ------- | -------- | ------- | ----- | ---- |
| 2016 | Bhaitech Engineering | Tatuus-Abarth | MIS 1 | MIS 2 22 | MIS 3 7 | MIS 4 14 | ADR 1 | ADR 2 8 | ADR 3 10 | ADR 4 17 | IMO 1 19 | IMO 2 19 | IMO 3 27 | MUG 1 23 | MUG 2 20 | MUG 3 20 | VAL 1 25 | VAL 2 12 | VAL 3 8 | IMO 4 17 | IMO 5 12 | IMO 6 11 | MON 1 7 | MON 2 14 | MON 3 8 | 21    | 22º  |

### TCR Middle East Series
(legenda) (Le gare in grassetto indicano la pole position) (Gare in corsivo indicano Gpv)
| Anno | Scuderia                 | Vettura                 | 1     | 2       | 3       | 4        | 5       | 6       | Punti | Pos. |
| ---- | ------------------------ | ----------------------- | ----- | ------- | ------- | -------- | ------- | ------- | ----- | ---- |
| 2017 | Top Run Motorsport       | Subaru WRX STi TCR      | DUB 1 | DUB 2   | CYM 1 3 | CYM 2 NP |         |         | 46    | 5º   |
| 2017 | Liqui Moly Team Engstler | Volkswagen Golf GTI TCR |       |         |         |          | BHR 1 4 | BHR 2 3 | 46    | 5º   |
| 2018 | Pit Lane Competizioni    | Audi RS3 LMS TCR        | CYM 1 | CYM 2 3 | DUB 1 2 | DUB 2 6  | BHR 1 3 | BHR 2 C | 92    | 2º   |

### TCR International Series
(legenda) (Le gare in grassetto indicano la pole position) (Gare in corsivo indicano Gpv)
| Anno | Scuderia         | Vettura                 | 1       | 2        | 3        | 4         | 5        | 6        | 7         | 8        | 9        | 10      | 11      | 12      | 13      | 14        | 15      | 16    | 17    | 18    | 19    | 20    | Punti | Pos. |
| ---- | ---------------- | ----------------------- | ------- | -------- | -------- | --------- | -------- | -------- | --------- | -------- | -------- | ------- | ------- | ------- | ------- | --------- | ------- | ----- | ----- | ----- | ----- | ----- | ----- | ---- |
| 2017 | WestCoast Racing | Volkswagen Golf GTI TCR | GEO 1 8 | GEO 2 10 | BHR 1 10 | BHR 2 Rit | BEL 1 14 | BEL 2 10 | ITA 1 Rit | ITA 2 12 | AUT 1 15 | AUT 2 8 | UNG 1 8 | UNG 2 4 | GER 1 5 | GER 2 Rit |         |       |       |       |       |       | 63    | 13º  |
| 2017 | M1RA             | Honda Civic TCR         |         |          |          |           |          |          |           |          |          |         |         |         |         |           | THA 1 6 | THA 2 | CIN 1 | CIN 2 | EAU 1 | EAU 2 | 63    | 13º  |

### Campionato italiano gran turismo
(legenda) (Le gare in grassetto indicano la pole position) (Gare in corsivo indicano Gpv)
| Anno | Scuderia             | Vettura                 | 1       | 2       | 3       | 4     | 5       | 6       | 7       | 8         | 9     | 10    | 11      | 12      | 13      | 14      | Punti | Pos. |
| ---- | -------------------- | ----------------------- | ------- | ------- | ------- | ----- | ------- | ------- | ------- | --------- | ----- | ----- | ------- | ------- | ------- | ------- | ----- | ---- |
| 2018 | Antonelli Motorsport | Lamborghini Huracán GT3 | IMO 1 5 | IMO 2 3 | LEC 1 3 | LEC 2 | MIS 1 4 | MIS 2 1 | MUG 1 5 | MUG 2 Rit | VAL 1 | VAL 2 | MNZ 1 5 | MNZ 2 1 | MUG 3 4 | MUG 4 2 | 166   | 1º   |

### International GT Open
(legenda) (Le gare in grassetto indicano la pole position) (Gare in corsivo indicano Gpv)
| Anno | Scuderia         | Vettura                     | 1     | 2       | 3       | 4     | 5       | 6         | 7     | 8       | 9     | 10      | 11       | 12    | 13      | 14      | Punti | Pos. |
| ---- | ---------------- | --------------------------- | ----- | ------- | ------- | ----- | ------- | --------- | ----- | ------- | ----- | ------- | -------- | ----- | ------- | ------- | ----- | ---- |
| 2019 | Emil Frey Racing | Lamborghini Huracán GT3 Evo | LEC 1 | LEC 2 4 | HOC 1 5 | HOC 2 | SPA 1 4 | SPA 2 Rit | RBR 1 | RBR 2 5 | SIL 1 | SIL 2 1 | CAT 1 11 | CAT 2 | MNZ 1 4 | MNZ 2 4 | 128   | 1º   |